# جیسون ویلیامز (ورزشکار بیسبال)
جیسون ویلیامز (انگلیسی: Jason Williams؛ زادهٔ december ۱۸, ۱۹۷۴ (۵۰ سال)) ورزشکار بیسبال اهل ایالات متحده آمریکا است.
وی در مسابقات کشوری و بین‌المللی در مجموع برندهٔ ۱ مدال برنز شده‌است.